# 揚尼斯·布盧姆斯
揚尼斯·布盧姆斯（1982年4月20日—），拉脫維亞籃球運動員，現在是一位自由球員。他曾經效力於希臘的帕納辛納科斯等球隊。他也代表拉脫維亞國家男子籃球隊參賽。